# Mieczysław Pożerski

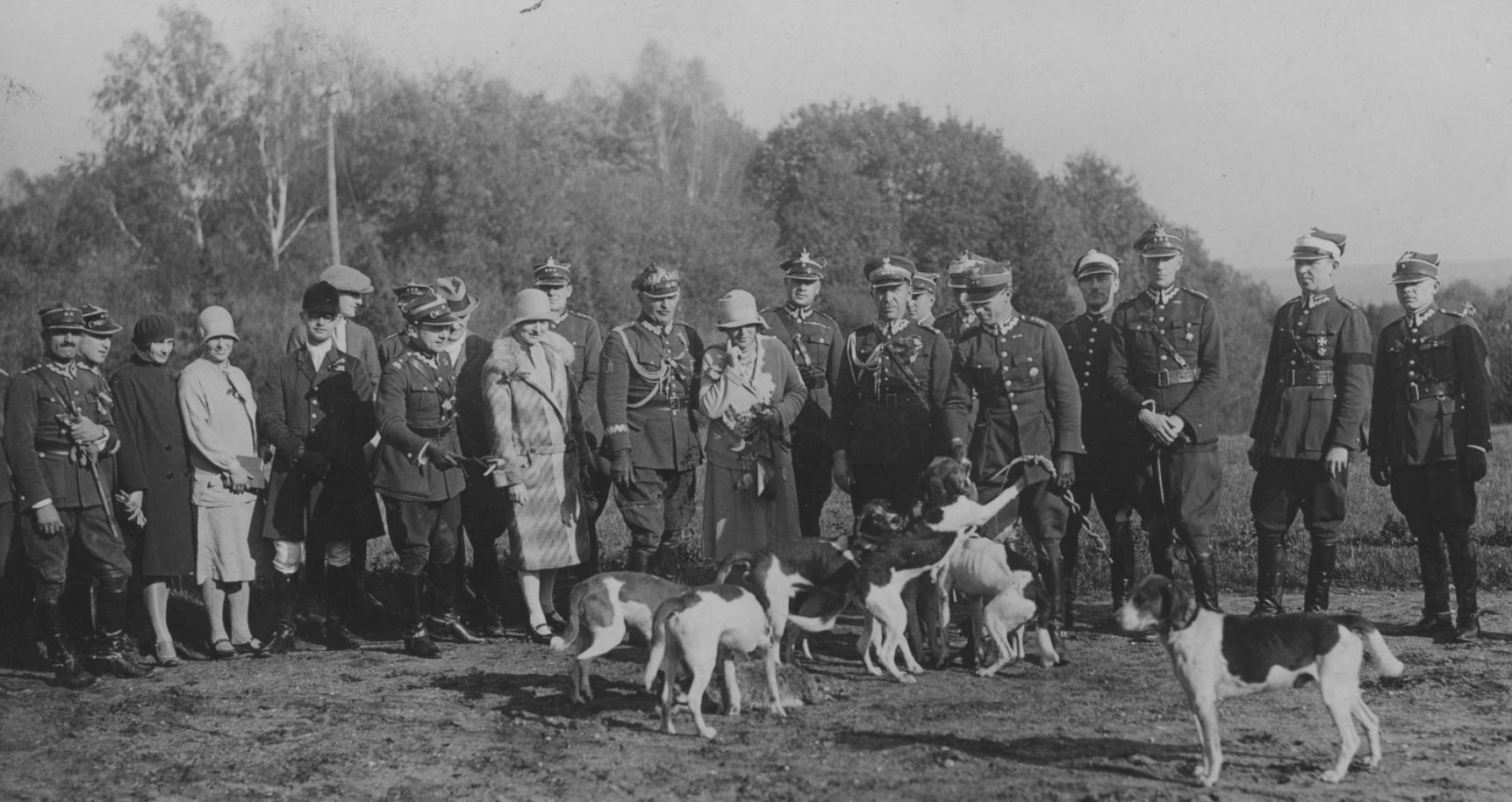
Uczestnicy polowania z psami. Widoczni m.in.: gen. Stanisław Sochaczewski z żoną Olgą (na prawo od generała), płk Mieczysław Pożerski (na prawo od Olgi Sochaczewskiej).

Mieczysław Pożerski (ur. 24 lutego 1884 w Kursku, zm. w 1941 w KL Dachau) – pułkownik dyplomowany kawalerii Wojska Polskiego.

## Życiorys
Urodził się 24 lutego 1884 w Kursu, ówczesnej stoli guberni kurskiej, w rodzinie Władysława Leona h. Pomian (1852–1924), majora armii rosyjskiej, i Łucji z Misiewiczów. Był młodszym bratem Olgierda (1880–1930), generała brygady Wojska Polskiego.
Ukończył Połocki Korpus Kadetów i Nikołajewską Szkołę Kawalerii. 1 września 1901 został mianowany podoficerem. 9 sierpnia 1904, po ukończeniu szkoły, został mianowany kornetem ze starszeństwem z 10 sierpnia 1904. Na porucznika został awansowany 1 września 1907 ze starszeństwem z 10 sierpnia 1907, a 10 września 1911 na sztabsrotmistrza ze starszeństwem z 10 sierpnia 1911. 14 grudnia 1913 został odkomenderowany z 1 moskiewskiego pułku dragonów Lejbgwardii do Oficerskiej Szkoły Kawalerii w Petersburgu. W czasie I wojny światowej walczył w szeregach pułku Oficerskiej Szkoły Kawalerii (ros. Полк офицерской кавалерийской школы).
Był odpowiedzialny za przeprowadzkę I Korpusu Polskiego gen. J. Dowbor-Muśnickiego z Rosji do Polski. 15 stycznia 1919 został formalnie przyjęty do Wojska Polskiego z zatwierdzeniem posiadanego stopnia pułkownika i z dniem 7 stycznia 1919 przydzielony do Dowództwa Szkół Jazdy. Od 10 maja 1919 do 31 grudnia 1921 był attaché wojskowym przy Poselstwie Polskim w Helsingfors. Od 1 czerwca 1921 jego oddziałem macierzystym był 1 pułk szwoleżerów w Warszawie.
W 1922 był słuchaczem I Kursu Doszkolenia Wyższej Szkoły Wojennej w Warszawie. 3 maja 1922 został zweryfikowany w stopniu pułkownika ze starszeństwem z dniem 1 czerwca 1919 i 37. lokatą w korpusie oficerów jazdy (od 1924 – kawalerii). Z dniem 5 listopada 1922, po ukończeniu kursu i uzyskaniu dyplomu naukowego oficera Sztabu Generalnego, przydzielony został do Dowództwa Okręgu Korpusu Nr VII w Poznaniu na stanowisko szefa sztabu. 1 czerwca 1924 mianowany został dowódcą nowo powstałej XIV Brygady Kawalerii w Bydgoszczy. Pełniąc służbę w Poznaniu i w Bydgoszczy nadal pozostawał oficerem nadetatowym 1 pułku szwoleżerów. W marcu 1929, po rozformowaniu brygady, został członkiem Oficerskiego Trybunału Orzekającego. Po niespełna trzech miesiącach, z dniem 1 czerwca 1929, oddany został do dyspozycji szefa Samodzielnego Wydziału Wojskowego Ministerstwa Spraw Wewnętrznych. Początkowo na okres czterech miesięcy, a faktycznie do końca swojej służby wojskowej. Z dniem 30 czerwca 1930 przeniesiony został w stan spoczynku. W 1934, jako oficer stanu spoczynku pozostawał w ewidencji Powiatowej Komendy Uzupełnień Warszawa Miasto III. Posiadał przydział do Oficerskiej Kadry Okręgowej Nr I. Był wówczas „przewidziany do użycia w czasie wojny”.
Po przejściu w stan spoczynku, pracował w Wydziale Samorządowym Pomorskiego Urzędu Wojewódzkiego oraz w Starostwach w Grudziądzu i Aleksandrowie Kujawskim, gdzie zaznajamiał się ze sprawami samorządowymi. Funkcję Starosty Grodzkiego m. Gdyni objął 12 grudnia 1929. Od 15 kwietnia do 18 maja 1931 czasowo pełnił obowiązki wicekomisarza m. Gdyni. Następnie pracował na etacie samorządowym Magistratu w Gdyni. W 1935 był wicedyrektorem Zakładu Oczyszczania Miasta w Warszawie.
9 września 1940 został zatrzymany przez warszawskie Gestapo. Na przełomie 1940/1941 po wnikliwie przeprowadzonym śledztwie został osadzony w obozie koncentracyjnym w Dachau i tam zamordowany lub zmarł z wycieńczenia.
W 1911 ożenił się z Eugenią, córką Mikołaja Koszelewa, wyznania prawosławnego. Od 1925 pozostawał w nieformalnym związku z Czesławą Winkelmann (ur. 1904), córką Józefa i Agnieszki Bociańskich, która była podwójnym agentem (tajnym współpracownikiem niemieckiej Abwehry i polskiego Oddziału II Sztabu Głównego).

## Ordery i odznaczenia
- Krzyż Oficerski Orderu Odrodzenia Polski – 2 maja 1923[21][22][23]
- Krzyż Walecznych
- Złoty Krzyż Zasługi – 7 sierpnia 1939 „za zasługi na polu pracy społecznej”[24]
- Odznaka pamiątkowa 1-go Naczelnego Dowództwa (Sztabu Generalnego) WP nr 821 – 30 kwietnia 1922[25]

17 stycznia 1933 i 9 maja 1938 Komitet Krzyża i Medalu Niepodległości odrzucił wniosek o nadanie mu tego odznaczenia „z powodu braku pracy niepodległościowej”.
zagraniczne
- Krzyż Komandorski I Klasy Orderu Białej Róży Finlandii
- estoński Order Krzyża Orła III klasy – 1934[27]
- Krzyż Kawalerski Orderu Legii Honorowej

rosyjskie
- Order Świętego Włodzimierza 4 stopnia z mieczami i kokardą – 6 października 1915[28]
- Order Świętej Anny 2 stopnia z mieczami – 9 listopada 1916[28]
- Order Świętego Stanisława 2 stopnia z mieczami – 2 września 1916[28]
- Order Świętej Anny 3 stopnia (miecze i kokarda – 15 maja 1917)[28]
- Order Świętego Stanisława 3 stopnia – 31 stycznia 1910[1] (miecze i kokarda – 10 kwietnia 1917)[28]
- Order Świętej Anny 4 stopnia z napisem na szabli „Za odwagę” – 5 stycznia 1915[28]